# Carinodes nigrofemoratus
Carinodes nigrofemoratus là một loài tò vò trong họ Ichneumonidae.